# L'Ordre du discours
L'Ordre du discours est la leçon inaugurale de Michel Foucault au Collège de France, prononcée le 2 décembre 1970.
Foucault présente l'hypothèse que dans toute société la production du discours est contrôlée, afin d'éliminer les pouvoirs et les dangers et contenir des événements aléatoires dans cette production. Ces procédures sont divisées en interne et externe.

## Citation
« Je suppose que dans toute société la production du discours est à la fois contrôlée, sélectionnée, organisée et redistribuée par un certain nombre de procédures qui ont pour rôle d'en conjurer les pouvoirs et les dangers, d'en maîtriser l'événement aléatoire, d'en esquiver la lourde, la redoutable matérialité. »

## Table des procédures de contrôle des discours
I. Externes
1. L'interdit
2. Le partage Raison-Folie
3. L'opposition Vrai-Faux
II. Internes
1. Le commentaire
2. L'auteur
3. L'organisation des disciplines
III. Régulatrices de l'accès
1. Le rituel
2. Les "sociétés de discours"
3. Les doctrines
4. L'appropriation sociale